# Donja Trebinja
Donja Trebinja is een plaats in de gemeente Karlovac in de Kroatische provincie Karlovac. De plaats telt 21 inwoners (2001).